# Illuminate
Illuminate é o segundo álbum de estúdio do cantor e compositor canadense Shawn Mendes, lançado em 23 de setembro de 2016 pela Island Records e Universal Music Group. O álbum foi gravado e desenvolvimento entre fevereiro e agosto de 2016, onde Mendes trabalhou com Jake Gosling, Teddy Geiger, Laleh Pourkarim, Dan Romer, Scott Harris e Daylight. Musicalmente, o disco é derivado dos gêneros pop, rock e blues.
O primeiro single, "Treat You Better" foi lançado em 3 de junho de 2016. A canção estreou no número trinta e quatro na Billboard Hot 100 dos EUA, e mais tarde alcançou o número seis, tornando-se o segundo single top 10 de Mendes. No Canadá, a canção alcançou o sétimo lugar no Canadian Hot 100, ultrapassando "Life of the Party" como seu single de maior posição em seu país natal. O segundo single, "Mercy" foi lançado em 18 de outubro de 2016, onde nos Estados Unidos, alcançou o número quinze na Billboard Hot 100. Também alcançou o número treze na Austrália, o número quinze no Reino Unido e vinte e três no Canadá. "There's Nothing Holdin' Me Back" foi lançada como o terceiro e último single do álbum em 20 de abril de 2017. A canção estreou no número sete no Reino Unido, tornando-se sua maior estreia no país.
Illuminate estreou no topo da Billboard 200 dos Estados Unidos com 145.000 unidades equivalente ao álbum, das quais 121.000 cópias foram vendas puras. No Canadá, o álbum também estreou no topo da Canadian Albums Chart.

## Singles
"Treat You Better" foi lançada como o primeiro single do álbum em 3 de junho de 2016. O clipe da canção foi lançado no dia 12 de julho de 2016, contando a história de um relacionamento abusivo. A canção estreiou no top 10 da Billboard Hot 100, parada de singles dos Estados Unidos, na posição de número seis.
"Mercy" foi lançado como segundo single do álbum em 18 de outubro de 2016.
"There's Nothing Holdin' Me Back" foi lançado como o terceiro single do álbum em 20 de abril de 2017, como parte da versão deluxe do Illuminate, ganhando o seu vídeo oficial para divulgação em 20 de junho de 2017

### Singles promocionais
No decorrer da pré-venda do álbum, "Ruin" foi lançada como o primeiro single promocional do mesmo, em 8 de Julho de 2016, após dez dias um vídeo clipe foi lançado no canal oficial de Shawn Mendes na Vevo.
No dia 28 de julho de 2016, o segundo single promocional foi lançado, "Three Empty Words".
"Mercy" foi escolhida como terceiro e último single promocional do Illuminate e foi lançado no dia 18 de agosto de 2016 Após dois meses a canção foi lançada como o segundo single oficial do álbum.

## Recepção
Ben Buchnat, publicou uma crítica negativa no Daily Nesbraskan, dizendo que este pode "ser o álbum mais chato do ano (...) A produção é o que realmente mata este álbum. Mendes soa sólido em todas as faixas. Mas na produção tudo soa o mesmo. Ele destrói qualquer impulso acumulado nas faixas anteriores. E com os 40 minutos de tempo de execução, o álbum realmente começa a ficar velho na metade do caminho. (...) A única coisa cativante (...) é o quão ruim algumas das letras e conceitos são."
Keith Sharp do The Music Express (Canadá) foi mais elogioso, dizendo que "Os critérios positivos em curso aqui são a entrega vocal e instrumental honesta de Mendes. Tudo está na canção, seus vocais puros, sua mensagem lírica simplista mas honesta. Um tema constante sobre crescer como um adolescente, lutando, e nem sempre ganhando, relacionamentos românticos."

## Lista de faixas
| N.º            | Título              | Compositor(es)                                                            | Produtor(es)                                | Duração |  |
| 1.             | "Ruin"              | Shawn Mendes, Ido Zmishlany, Scott Harris, Geoff Warburton, Zubin Thakkar | Jake Gosling                                | 4:01    |  |
| 2.             | "Mercy"             | Mendes, Daniel Parker, Teddy Geiger, Ilsey Juber                          | Geiger, Gosling                             | 3:28    |  |
| 3.             | "Treat You Better"  | Shawn Mendes, Geiger, Harris                                              | Geiger, Dan Romer, DJ "Daylight" Kyriakides | 3:07    |  |
| 4.             | "Three Empty Words" | Mendes, Harris, Geoffrey Warburton                                        | Gosling                                     | 3:19    |  |
| 5.             | "Don't Be A Fool"   | Mendes, Harris, Geoffrey Warburton                                        | Gosling                                     | 3:35    |  |
| 6.             | "Like This"         | Mendes, Laleh Pourkarim, Gustaf Thörn                                     | Pourkarim                                   | 3:06    |  |
| 7.             | "No Promises"       | Mendes, Harris, Geiger                                                    | Geiger                                      | 2:46    |  |
| 8.             | "Lights On"         | Mendes, Harris, Warburton                                                 | Gosling                                     |         |  |
| 9.             | "Honest"            | Mendes, Harris, Warburton                                                 | Gosling, Harris                             | 3:19    |  |
| 10.            | "Patience"          | Mendes, Harris, Geiger                                                    | Gosling                                     | 2:55    |  |
| 11.            | "Bad Reputation"    | Mendes, Harris, Warburton                                                 | Gosling                                     | 3:18    |  |
| 12.            | "Understand"        | Mendes, Harris, Geiger, Warburton                                         | Gosling                                     | 5:00    |  |
| Duração total: | Duração total:      | Duração total:                                                            | Duração total:                              | 41:15   |  |

| Faixas bônus da edição deluxe |                                   |                                   |                      |         |  |
| N.º                           | Título                            | Compositor(es)                    | Produtor(es)         | Duração |  |
| 1.                            | "There’s Nothing Holdin’ Me Back" | Mendes, Geiger, Warburton, Harris | Geiger, Andrew Maury | 3:19    |  |
| 14.                           | "Hold On"                         | Mendes, Harris, Warburton         | Gosling              | 3:19    |  |
| 15.                           | "Roses"                           | Mendes, Tobias Jesso, Tom Hull    | Gosling              | 3:52    |  |
| 16.                           | "Mercy" (acústico)                | Mendes, Geiger, Parker, Juber     | Gosling, Geiger      | 3:39    |  |
| Duração total:                | Duração total:                    | Duração total:                    | Duração total:       | 55:24   |  |

## Charts
| Chart (2016)                          | Peak position |
| ------------------------------------- | ------------- |
| Austrália (ARIA)                      | 3             |
| Áustria (Ö3 Austria Top 40)           | 1             |
| Bélgica (Ultratop Flandres)           | 3             |
| Bélgica (Ultratop Valônia)            | 11            |
| Brasil (ABPD)                         | 6             |
| Canadá (Billboard)                    | 1             |
| Dinamarca (Hitlisten)                 | 1             |
| Países Baixos (Dutch Charts)          | 1             |
| Finlândia (Suomen virallinen lista)   | 6             |
| França (SNEP)                         | 16            |
| Alemanha (Offizielle Deutsche Charts) | 2             |
| Greek Albums (IFPI)                   | 12            |
| Hungria (MAHASZ)                      | 21            |
| Irlanda (IRMA)                        | 1             |
| Itália (FIMI)                         | 3             |
| Nova Zelândia (RMNZ)                  | 2             |
| Noruega (VG-lista)                    | 1             |
| Polónia (ZPAV)                        | 29            |
| Portugal (AFP)                        | 1             |
| Escócia (Official Scottish Albums)    | 3             |
| Espanha (PROMUSICAE)                  | 5             |
| Suécia (Sverigetopplistan)            | 1             |
| Suíça (Schweizer Hitparade)           | 2             |
| Reino Unido (Official Albums Chart)   | 3             |
| Estados Unidos (Billboard 200)        | 1             |

| Chart (2016)                       | Position |
| ---------------------------------- | -------- |
| Austrália Albums (ARIA)            | 67       |
| Bélgica Albums (Ultratop Flanders) | 81       |
| Dinamarca Albums (Hitlisten)       | 27       |
| Países Baixos Albums (MegaCharts)  | 28       |
| Reino Unido Albums (OCC)           | 66       |
| Estados Unidos Billboard 200       | 128      |

## Certificações
| País           | Certificador      | Certificações | Vendas    |
| -------------- | ----------------- | ------------- | --------- |
| Áustria        | IFPI Áustria      | Ouro          | 7,500     |
| Brasil         | Pro-Música Brasil | Platina       | 40,000    |
| Dinamarca      | IFPI Dinamarca    | Platina       | 10,000    |
| Estados Unidos | RIAA              | Platina       | 1,000,000 |
| Filipinas      | PARI              | 2× Platina    | 30,000    |
| México         | AMPROFON          | Ouro          | 30,000    |
| Noruega        | IFPI Noruega      | Ouro          | 15,000    |
| Polónia        | ZPAV              | Ouro          | 10,000    |
| Portugal       | AFP               | Ouro          | 7,500     |
| Suécia         | GLF               | Platina       | 40,000    |
| Reino Unido    | BPI               | Ouro          | 100,000   |

## Histórico de lançamento
| País           | Data                   | Formato              | Gravadora |
| -------------- | ---------------------- | -------------------- | --------- |
| Estados Unidos | 23 de setembro de 2016 | CD, download digital | Island    |